# 大泰雷米亞鄉
45°56′N 20°31′E / 45.933°N 20.517°E
大泰雷米亞鄉（羅馬尼亞語：Comuna Teremia Mare, Timiș），是羅馬尼亞的鄉份，位於該國西部，由蒂米什縣負責管轄，面積90平方公里，海拔高度78米，2002年人口4,361，人口密度每平方公里48人。